# نرت تاپسیل بیچ (کارولینای شمالی)
نرت تاپسیل بیچ (به انگلیسی: North Topsail Beach) شهری در ایالت کارولینای شمالی کشور ایالات متحده آمریکا است که جمعیت آن در سرشماری سال ۲۰۱۰ میلادی، ۳۶۸ نفر بوده‌است.